# 雁來大橋

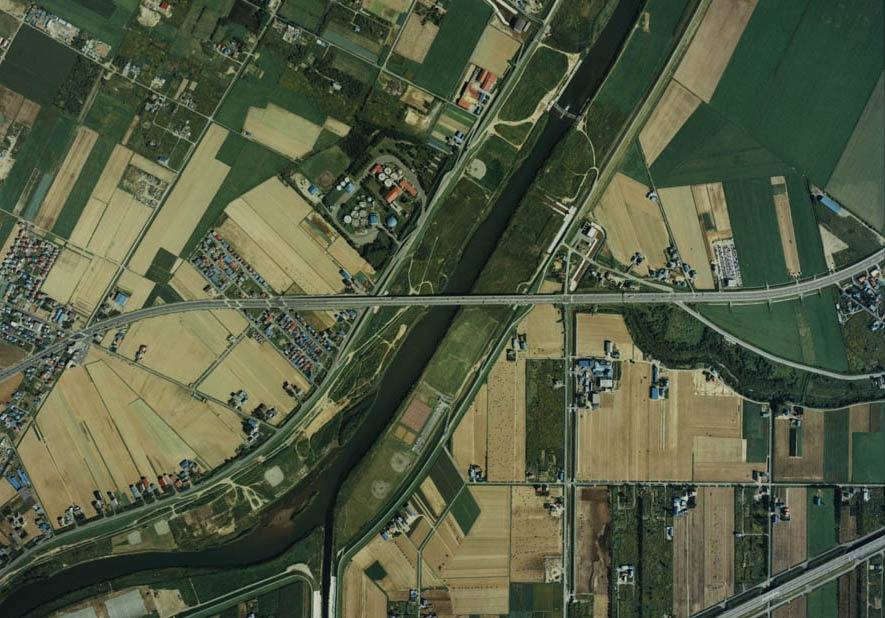
周圍的航照圖（1985年）
相片中央為雁來大橋。

雁來大橋是日本札幌市跨越豐平川的橋梁，屬於國道275號的一部份，為札幌市主要幹道。此外，它是跨越豐平川的橋梁中，最長的一座，也是位於最下游的一座。「雁來」來自「枯木」的轉化。
北海道道814號瀧野上野幌自行車道線經過雁來大橋以通往大麻（江別市）、上野幌（札幌市厚別區）。

## 歷史
雁來大橋的前身為下游約1公里處的雁來橋。豐平川新河道1932年動工，1941年通水後，札幌稚內線（今國道275號）需要跨過水路的橋，因此新水路通水前即開始工程。1938年橋的下部工程完成，然而戰爭爆發，工程中斷，橋的上半部暫時搭起木造桁架。
1957年工程重啟，建造後約20年後改建橋墩。其構造為鋼筋混凝土桁架橋，中央部分為三重焊接的華倫式桁架橋。這是北海道首次嘗試進行此類工程。雁來橋（全長341m）於1959年完工。
1980年11月，作為雁來繞道工程的一環，興建上游的新雁來大橋，拆除札幌側急彎的雁來橋。
2007年在北海道道626號東雁來江別線交點（白石區）設置右轉專用道。

## 鄰近地標
| 東區（東雁來） - 豐平川綠地 - 札幌足球遊樂園 | 白石區（東米里） - 豐平川・雁來河川健康公園 - 白石清掃工場 |

## 外部連結
- 北海道開發局札幌開發建設部
- 北海道鋼道路橋寫真集 - 北海道土木技術會鋼道路橋研究委員會